# دریا کراوتس
دریا کراوتس (انگلیسی: Darya Kravets؛ زادهٔ ۲۱ مارس ۱۹۹۴) بازیکن فوتبال اهل اوکراین است.
از باشگاه‌هایی که در آن بازی کرده‌است می‌توان به اشاره کرد.
وی همچنین در تیم‌های ملی فوتبال Ukraine women's national under-17 football team, Ukraine women's national under-19 football team، و زنان اوکراین بازی کرده‌است.